# Мунджон (ван Корьо)
Мунджон (кор. 문종, 文宗, Munjong, Munjong); ім'я при народженні Ван Хві (кор. 왕휘, 王徽, Wang Hwi, Wang Hwi; 29 грудня 1019 — 2 вересня 1083) — корейський правитель, одинадцятий володар Корьо.
Посмертні титули — Чансон канджон мьондже  Інхьо-теван  .